# 唐朝浪漫英雄
《唐朝浪漫英雄》 ( 英语 : Tang Dynasty Romantic Hero ) 是一部古裝悬疑喜剧，2012年2月殺青，荣获第29届“飞天奖”提名荣誉奖。

## 播出時間

### 首播
| 頻道       | 所在地                 | 播映日期                | 播出時間 | 備註                                     |
| ---------- | ---------------------- | ----------------------- | --- | ---------------------------------------- |
| 央視八套   | 中国                   | 2013年1月21日起         | |                                          |
| 港台電視33 | 中华人民共和国（香港） | 2018年1月14日 － 2月1日 | 每天播放 2018年1月14日：23:18-00:05 2018年1月15日 － 1月31日：22:31-00:05(兩集連播) 2018年2月1日：22:31-23:18 | 配合該頻道的粵語劇場時段，配上廣東話播放 |

## 劇情
共分六个单元：《踏鞠队连环命案之迷案》《幻术师火海葬身之迷案》《血红蔻丹断臂之迷案》《鬼面复仇者之迷案》《黑马车易容之迷案》《黑火焚城之迷案》

## 演員
| 演員           | 角色              | 簡介 |
| 方力申         | 汤驰              | 踏鞠队成員 溫恬兒的親弟弟，自幼失散流落民間 皇上之龍種 知道宇文男為女人的身份後，漸與她互生情愫 |
| 崔泰喆（少年） | 汤驰              | 踏鞠队成員 溫恬兒的親弟弟，自幼失散流落民間 皇上之龍種 知道宇文男為女人的身份後，漸與她互生情愫 |
| 李曼           | 溫恬兒 / 小慈     | 湯馳的親姊，自幼失散 長安城花魁 6歲時被賣入王爺府中做丫嬛，名小慈，認識了王府少爺李天昊 13歲時失蹤，直至重遇李天昊時已經成為花魁 痴情於哥舒明朗，為了保護他而犯險 被王爺所傷而失明                                      |
| 程一君（少年） | 溫恬兒 / 小慈     | 湯馳的親姊，自幼失散 長安城花魁 6歲時被賣入王爺府中做丫嬛，名小慈，認識了王府少爺李天昊 13歲時失蹤，直至重遇李天昊時已經成為花魁 痴情於哥舒明朗，為了保護他而犯險 被王爺所傷而失明                                      |
| 陳怡君（童年） | 溫恬兒 / 小慈     | 湯馳的親姊，自幼失散 長安城花魁 6歲時被賣入王爺府中做丫嬛，名小慈，認識了王府少爺李天昊 13歲時失蹤，直至重遇李天昊時已經成為花魁 痴情於哥舒明朗，為了保護他而犯險 被王爺所傷而失明                                      |
| 周秀娜         | 陶夭夭            | 踏鞠队成員 女扮男裝混入踏鞠隊 視男飛鷹為夢中情人因此加入踏鞠隊 暗戀李天昊 |
| 陈奕           | 哥舒明朗 / 李天朗 | 原名李天朗 王爺之兒子，李天昊同父異母之兄弟 生母哥舒氏一生行騙終自殺 性情乖僻，經常跟踏鞠隊作對 對王爺唯命是從，雖然怨恨李天昊，但是為了王爺而甘願冒險保護天昊 學會克制「黑火」之術，並與宇文男合力撲入化解「黑火」焚城 |
| 鄭偉（少年）   | 哥舒明朗 / 李天朗 | 原名李天朗 王爺之兒子，李天昊同父異母之兄弟 生母哥舒氏一生行騙終自殺 性情乖僻，經常跟踏鞠隊作對 對王爺唯命是從，雖然怨恨李天昊，但是為了王爺而甘願冒險保護天昊 學會克制「黑火」之術，並與宇文男合力撲入化解「黑火」焚城 |
| 沈建宏         | 李天昊            | 王爺之庶子 鳳翔府縣衙捕頭 哥舒明朗同父異母之兄弟 生母出身青樓 自小對溫恬兒有憐憫愛護之心 為人正直忠義 |
| 董勇           | 王爷              | 李天昊及哥舒明朗之生父 城府極深、多疑、暴戾 策劃謀朝篡位的陰謀最終事敗 |
| 孟丽           | 宇文男            | 踏鞠队成員 女扮男裝混入踏鞠隊 自幼被王爺抓走訓練成殺手並以她來威脅母親女術士製造「黑火」，和賦於克制「黑火」的本事 與哥舒明朗合力撲入化解「黑火」焚城 與湯馳互生情愫                                                    |
| 王澤慧（童年） | 宇文男            | 踏鞠队成員 女扮男裝混入踏鞠隊 自幼被王爺抓走訓練成殺手並以她來威脅母親女術士製造「黑火」，和賦於克制「黑火」的本事 與哥舒明朗合力撲入化解「黑火」焚城 與湯馳互生情愫                                                    |
| 叶童           | 陶妈              | 陶夭夭母親, 武林高手 與夫設商店「淘淘居」經營波斯香料、胭脂水粉買賣 號稱「波斯公主」 |
| 英达           | 陶爸              | 陶夭夭父親, 武林高手 |
| 张溪芸         | 女飞鹰            | 本名楊碧塘 男飞鹰之妻 踏鞠队之教頭 女扮男裝 |
| 马天宇         | 男飞鹰            | 皇上的左右手 |
| 尹健           | 莫奎              | 踏鞠隊成員 湯馳之好兄弟 對溫恬兒傾慕，至死不渝 被殺害 |
| 吳騁馳（少年） | 莫奎              | 踏鞠隊成員 湯馳之好兄弟 對溫恬兒傾慕，至死不渝 被殺害 |
| 关亚军         | 曹陆生            | 踏鞠队成員 |
| 彭凌           | 王渑              | 踏鞠队成員 巧舌如簧的说书人 |
| 张尧           | 诸毛              | 踏鞠队成員 怕老婆 |
| 王新宇         | 方枕禅            | 踏鞠队成員 曾經是出家人 |
| 姚亦辰         | 李山              | 踏鞠队成員 李水之孿生兄長 與李水兩人有「兄前言，弟後語」之習慣 |
| 张洪伟         | 李水              | 踏鞠队成員 李水之孿生弟弟 與李山兩人有「兄前言，弟後語」之習慣 被鬼火所迷惑，後遭殺害 |
| 陈威旭         | 侯传明            | |
| 信鹏           | 伍福大            | 踏鞠隊成員 青樓老闆 |
| 吴倩莲         | 叶塘莲 / 舒青     | 原名舒青 湯馳、溫恬兒之親母的妹妹 落難後下嫁比自己年長40歲的富商 輾轉成為鳳翔府首富，緞綢莊的老闆娘 |
| 黄海冰         | 皇上              | |
| 李菁           | 县令              | |
| 韩晓           | 明贵妃            | |
| 何云伟         | 仵作              | |
| 孔琳           | 女術士            | 宇文男的生母 「黑火」製造者 |
| 孙浩           | 男術士            | 宇文男的生父 「黑火」製造者 |
| 保剑锋         | 迷郎              | 西域幻術師 俊美魅惑，放浪形骸，亦正亦邪 只鍾情於金巧巧 |
| 金巧巧         | 梨花舞            | 風華絕代的舞姬 被保劍鋒深深愛上 |
| 徐璐           | 鬼之面(灵子)/小狗 | |
| 高海龙         | 昆仑奴            | |
| 段秋旭         | 楊烈              | 獵人 舒青的救命恩人 被舒青捨棄 |
| 石蕊           | 凌碧霞            | 凌展泉的親妹 被哥舒明朗殺害 |
| 倪雨婷（童年） | 凌碧霞            | 凌展泉的親妹 被哥舒明朗殺害 |
| 蒋冰           | 凌展泉            | 凌碧霞的哥哥 喬裝神算子，實質為武林高手，擅長「無名火」奇招 誤會李天昊殺害其妹而展開一連串報仇行動 |
| 陳陽           | 番邦首領          | |
| 金亮           | 高丽王子          | |